# All the way to Paris
Pour plus de détails, voir Fiche technique et Distribution.
All the Way to Paris est un film sud-africain de langue principalement anglaise, réalisé en 1965 par Jamie Uys et sorti en 1966. Le film a aussi été distribué à l'étranger en 1967 sous le titre After You, Comrade.
All the Way to Paris est le premier film sud-africain réalisé à l'étranger (en Grèce, Yougoslavie, Autriche, Suisse,  Liechtenstein, Italie et France).

## Synopsis
Lors d'une conférence sur la paix, Igor Strogoff, le délégué russe et Granger J. Wellborne, le délégué américain, ne parviennent pas à régler leurs différends diplomatiques et décident de participer à une course partant d'Athènes avec Paris pour destination. 

## Genre
Le film est une comédie.  

## Fiche technique
- Titre original : All the Way to Paris (littéralement « Tous les chemins vers Paris »)
- Titre alternatif : After You, Comrade
- Réalisation : Jamie Uys
- Scénario : Jamie Uys
- Musique : Sam Sklair
- Photos : Manie Botha
- Montage : Dave Burman
- Production : Jamie Uys
- Société de distribution : Continental Distributing
- Pays de production :  Afrique du Sud
- Langues originale : anglais, afrikaans
- Lieux de tournage : Grèce, Yougoslavie, Autriche, Suisse,  Liechtenstein, Italie et France
- Durée : 84 minutes
- Dates de sortie :
  - Afrique du Sud : 5 mai 1966
  - États-Unis : 10 avril 1967 (New York)

## Distribution
- Jamie Uys : Igor Strogoff
- Bob Courtney : Granger J. Wellborne
- Reinet Maasdorp : Tanya Orloff
- Angus Neill : Johnny Edwards
- Arthur Swemmer : délégué d'Anzonia
- Joe Stewardson : Ed Sloane
- Mimmo Poli : boucher italien
- Sann de Lange : mère yougoslave
- Frank Gregory : maire italien
- Bill Brewer : président de la Conférence
- Marjorie Gordon : matrone de l'auberge de la jeunesse
- Ricky Arden : second délégué russe au Comité
- Emil Nofal : annonceur de télévision
- Keith Stanners-Bloxam : délégué américain du Comité
- Victor Ivanoff : directeur délégué russe du Comité
- Wilhelm Esterhuizen : agriculteur autrichien
- George Bertolis : sergent grec